# Eretmapodites marcelleae
Eretmapodites marcelleae är en tvåvingeart som beskrevs av Adam och Hamon 1958. Eretmapodites marcelleae ingår i släktet Eretmapodites och familjen stickmyggor.
Artens utbredningsområde är Elfenbenskusten. Inga underarter finns listade i Catalogue of Life.